# Szerencsi járás
A Szerencsi járás Borsod-Abaúj-Zemplén vármegyéhez tartozó járás Magyarországon, amely 2013-ban jött létre. Székhelye Szerencs. Területe 432,09 km², népessége 37 473 fő, népsűrűsége 87 fő/km² volt a 2012. évi adatok szerint. 2014-ben két települést csatoltak a járáshoz. Egy város (Szerencs), 2 nagyközség (Taktaharkány és Tiszalúc) és 13 község tartozik hozzá.
A Szerencsi járás a járások 1983-as megszüntetése előtt is mindvégig létezett, és székhelye az állandó járási székhelyek kijelölése (1886) óta végig Szerencs volt. Az 1950-es megyerendezésig Zemplén vármegyéhez tartozott, utána Borsod-Abaúj-Zemplén megyéhez.

## Települései
| Település    | Rang (2013. július 15.) | Kistérség (2013. január 1.) | Népesség (2012. január 1.) | Terület (km²) |
| ------------ | ----------------------- | --------------------------- | -------------------------- | ------------- |
| Szerencs     | járásszékhely város     | Szerencsi                   | 9 100                      | 36,68         |
| Taktaharkány | nagyközség              | Szerencsi                   | 3 642                      | 39,14         |
| Tiszalúc     | nagyközség              | Szerencsi                   | 5 304                      | 44,88         |
| Alsódobsza   | község                  | Szerencsi                   | 319                        | 10,68         |
| Bekecs       | község                  | Szerencsi                   | 2 391                      | 25,72         |
| Golop        | község                  | Szerencsi                   | 523                        | 9,43          |
| Legyesbénye  | község                  | Szerencsi                   | 1 516                      | 20,31         |
| Mád          | község                  | Szerencsi                   | 2 128                      | 31,86         |
| Megyaszó     | község                  | Szerencsi                   | 2 722                      | 53,42         |
| Mezőzombor   | község                  | Szerencsi                   | 2 378                      | 38,78         |
| Monok        | község                  | Szerencsi                   | 1 558                      | 41,98         |
| Prügy        | község                  | Szerencsi                   | 2 348                      | 31,39         |
| Rátka        | község                  | Szerencsi                   | 946                        | 11,77         |
| Taktakenéz   | község                  | Szerencsi                   | 1 243                      | 19,74         |
| Taktaszada   | község                  | Szerencsi                   | 1 878                      | 25,74         |
| Tállya       | község                  | Szerencsi                   | 1 905                      | 37,94         |